# Phat pants

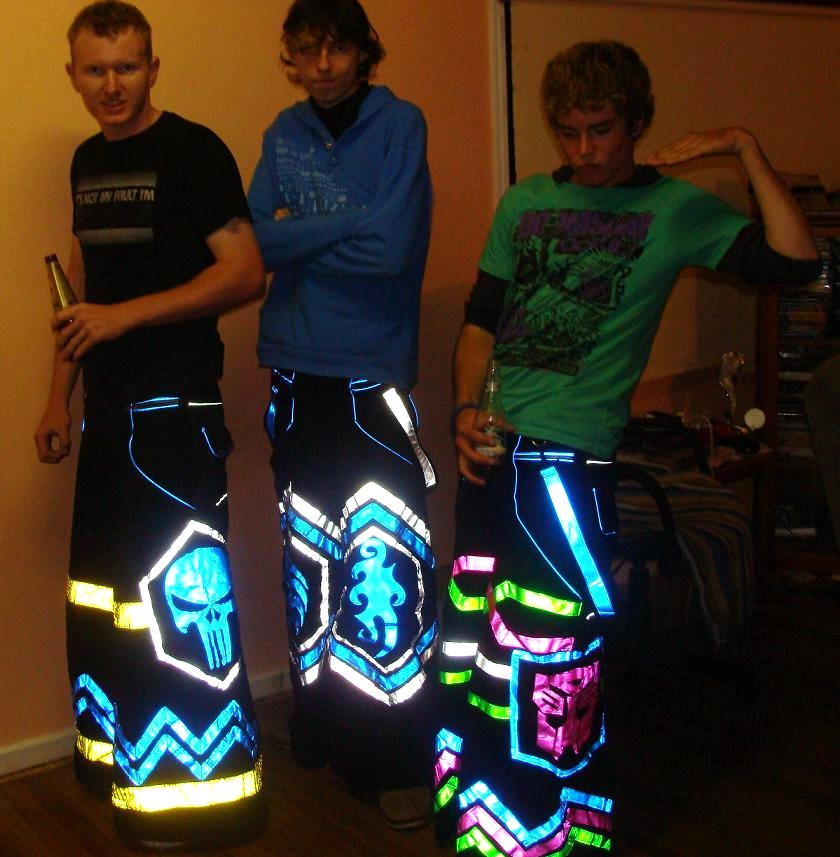
Melbourne Shufflers usando suas respectivas Phat Pants

Phat Pants ou Phatties são calças usadas em Raves por praticantes de Melbourne Shuffle e Brisbane Stomp.

## História
Na decada de 80 e 90, calças pantalonas e macacões com suspensórios eram moda. Por conta disso, as Phat Pants possuem bocas largas e suspensórios caídos. Sabe-se que devido ao clima de Melbourne (~15ºC no inverno e ~40ºC no verão), o design de calças estilo pantalona que as Phat Pants possuem era, ao mesmo tempo, agradável, chamativo e confortável ao Shuffler, mesmo com as piores condições de temperatura.
A gíria Phat - muitas vezes confundida com Fat (gordo) - possui diversos significados e contextos, comumente utilizado para elogiar algo ou alguém.
As primeiras lojas a venderem Phat Pants começaram a aparecer nos anos 2000.

## Como é constituída
São normalmente feitas de Oxford, Brim, Sarja ou Jeans. No entanto, podem ser feitas de qualquer material. São justas na cintura e vão aumentando à medida que vai descendo até o chão, onde cobrem os pés devido à largura que as bocas atingem. Podem conter bolsos e acessórios customizados.

## Material Refletivo
O material refletivo (na qual pode ser PVC refletivo ou Scotlight) é o que dá brilho às Phats. São costurados e quando uma certa intensidade de luz concentrada o atinge, o reflexo faz com que algumas pessoas a vejam brilhando, quando na realidade está apenas refletindo luz. Esse material pode ser recortado e geralmente é usado para fazer listras nas calças, mas há a opção de fazer desenhos complexos com o mesmo.

## Não deve ser confundida com
Calça Baggy
Às vezes confundida com Phatties por causa de seu nome, as Baggies (algo com aparência de sacola, em inglês) possuem um tipo específico de corte com a mesma largura em toda a perna até os pés;
Calça Boca-de-Sino
Outro corte de Jeans envolvendo pernas mais largas, que se distinguem por ter um ajuste normal dos quadris até os joelhos e alargando a partir daí até os pés;
Calça Saruel
Algumas vezes são confudidas com as phat pants, mas na verdade têm um corte muito diferente. Enquanto as Phatties têm um gancho relativamente alto, justo, bem como os quadris e a cintura, as calças Saruel têm um gancho muito baixo e quadris muito largos, e elásticos às prendem nos tornozelos;
NYC Tripps
Muitas vezes são confundidas com as Phat Pants por causa de sua aparência de largura e correntes e por serem constantemente usadas por seguidores da cultura Cybergoth, mas têm cortes muito diferentes e um aspecto, no geral, diferente. Phatties são ajustadas na cintura, constituída de tecido, suspensórios e material refletivo, bolsos e com bocas que variam de 80 até 150cm. Tripps frequentemente têm mais bolsos, correntes, muito metal, normalmente têm um corte reto até os pés e uma boca consideravelmente menor que a das Phatties. Os suspensórios muitas vezes são confundidos com as correntes que calças Tripp levam.